# Helen McCrory
Helen Elizabeth McCrory (ur. 17 sierpnia 1968 w Londynie, zm. 16 kwietnia 2021 tamże) – brytyjska aktorka. Zagrała Narcyzę Malfoy w filmach z serii o Harrym Potterze i występowała jako ciotka Polly w serialu Peaky Blinders.
W 2017 została mianowana Oficerem Orderu Imperium Brytyjskiego (OBE) za „zasługi dla dramatu”.
Jej mężem był brytyjski aktor Damian Lewis, z którym miała dwoje dzieci. Zmarła na raka w wieku 52 lat.

## Wybrana filmografia
- 1994: Wywiad z wampirem jako nowoorleańska prostytutka
- 1995: Stretlife jako Jo
- 1998: Rozprawa jako Chris
- 2000: Anna Karenina jako Anna Karenina
- 2002: Hrabia Monte Christo jako Walentyna de Villefort
- 2003: Karol II – Władza i namiętność jako Barbara Villiers
- 2003: Carla jako Carla
- 2003: Jim szczęściarz jako Margareet Peel
- 2004: Sherlock Holmes i sprawa jedwabnej pończochy jako pani Vandeleur
- 2005: Casanova jako matka Casanovy
- 2006: Królowa jako Cherrie Blair
- 2007: Zakochana Jane jako pani Radcliffe
- 2009: Harry Potter i Książę Półkrwi jako Narcyza Malfoy
- 2010: Harry Potter i Insygnia Śmierci: Część I jako Narcyza Malfoy
- 2011: Harry Potter i Insygnia Śmierci: Część II jako Narcyza Malfoy
- 2012: Skyfall jako Clair Dowar (minister)
- 2012: Zaślepiona (Flying Blind) jako dr Frankie Lethbridge
- 2013–2019: Peaky Blinders jako Polly Gray
- 2014: Odrobina chaosu jako Madame Le Notre
- 2016: Zwyczajna dziewczyna jako Sophie Smith
- 2017: Twój Vincent jako Louise Chevalier (głos)